# Barbette (Mode)

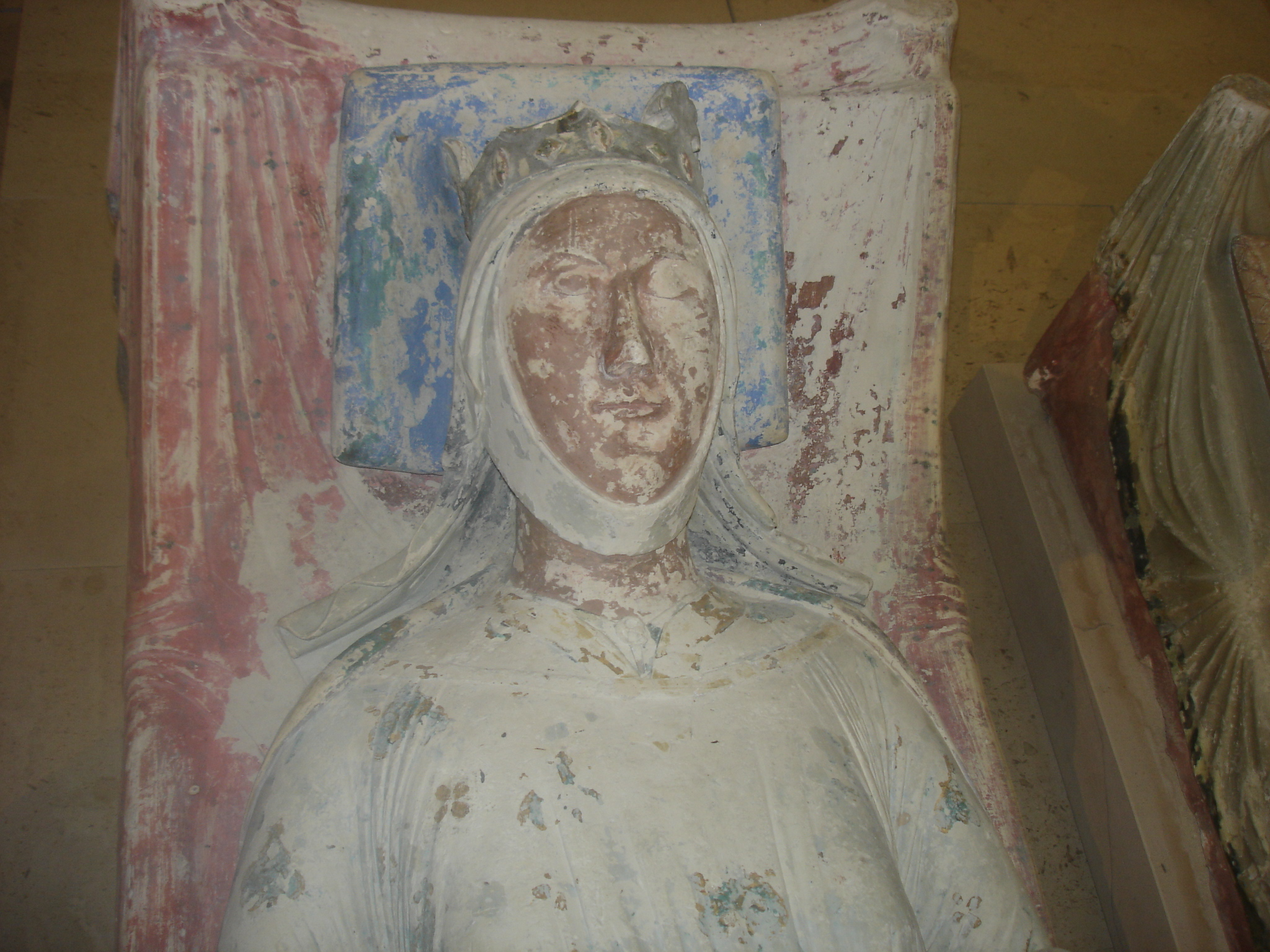
Eleonore von Aquitanien
mit Barbette, Schleier und Krone

 Die Barbette (franz. kleiner Bart) oder Barbe ist ein unter dem Kinn getragenes, in schmale, senkrechte Falten gelegtes Tuch, das im Mittelalter beidseitig am Schleier oder der Haube befestigt wurde, so dass Ohren, Hals und manchmal auch Kinn bedeckt waren. Es bestand meist aus Leinen. Die Barbette kann als Teil des Gebendes angesehen werden, wird in der englisch- und französischsprachigen Forschung jedoch auch häufig mit dem Gebende, dem Wimpel oder der Rise gleichgesetzt.

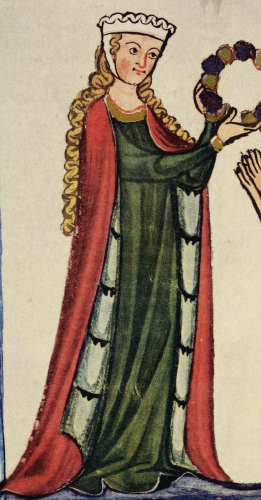
Frau mit Barbette unter dem Kinn, kombiniert mit einer Haube zum Gebende, Codex Manesse, ca. 1305–1315

Frühe Formen der Barbette wurden bereits von Witwen und Trauernden in Byzanz seit dem 5. Jahrhundert getragen. In Europa verbreitete sich die Barbette seit dem 12. Jahrhundert; Eleanore von Aquitanien sowie die Naumburger Stifterfiguren werden Barbette tragend dargestellt. Die Barbette wurde im zivilen Bereich von älteren Frauen in weiß getragen, von Witwen in schwarz.
Heute ist sie häufig Teil des Nonnenhabit und einiger Trachten.